# Trilho dos Apalaches
O Monte Katahdin é o extremo norte do trilho
O Trilho dos Apalaches (em inglês:  Appalachian Trail ou Appalachian National Scenic Trail) é um trilho do tipo longo percurso (de grande rota), localizado ao longo dos Montes Apalaches/Cordilheira dos Apalaches, na costa leste dos Estados Unidos, que estende-se por 3538 km (2175 milhas) entre o Monte Springer no estado da Geórgia e o Monte Katahdin no Maine, atravessando 14 estados. É muitas vezes considerado como sendo o mais longo percurso de caminhada do mundo. Gerido por National Park Service e Appalachian Trail Conservancy.
Mais de três milhões de pessoas percorrem partes do trilho em cada ano. O trilho pode ser estendido para o Canadá seguindo o trilho internacional dos Apalaches, com mais 3100 km de extensão, e que parte do monte Katahdin para terminar em Belle Isle, a norte da Terra Nova.

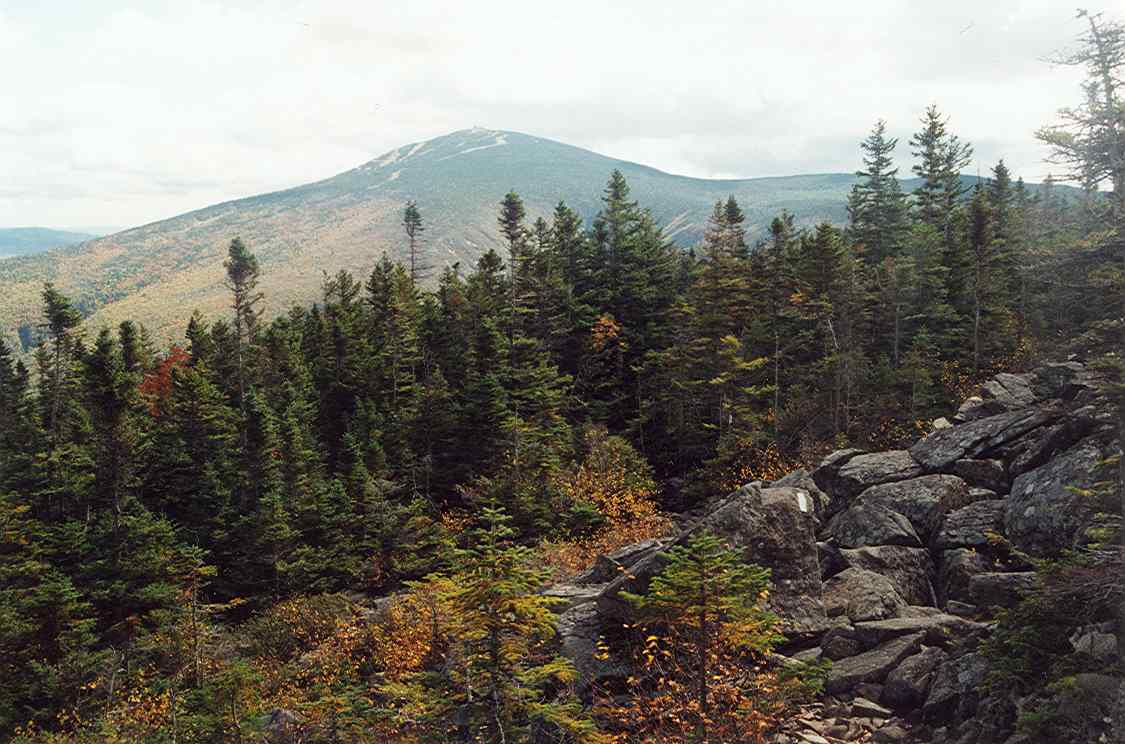
O monte Sugarloaf, no Maine, integra o percurso do Trilho dos Apalaches

Este trilho é animado por numerosos clubes de caminhada
O Trilho dos Apalaches é célebre entre os entusiastas da caminhada, e é um grande desafio conseguir percorrê-lo na totalidade numa só época. Existem numerosos livros e sítios da Internet dedicados ao trilho. A maior parte do percurso é em ambiente natural e florestal, com ocasionais percursos em locais habitados e travessia de linhas de água. A maioria dos caminhantes leva consigo uma tenda ou abrigo equivalente.
O Trilho dos Apalaches, o Continental Divide Trail e o Pacific Crest Trail formam a chamada Triple Crown of Hiking, que reúne os três grandes trilhos de longa distância dos Estados Unidos.

## História
A criação do trilho deve-se a Benton MacKaye, um engenheiro florestal que em 1921 concebeu um percurso longo que unia uma série de cidades com quintas (fazendas), campos de trabalho, e locais para estudo da natureza selvagem.
Em 7 de outubro de 1923 foi aberto o primeiro trecho do trilho, entre o Parque Estatal de Harriman (Harriman State Park) e Arden, ambos no estado de Nova Iorque. Em março de 1925 foi criada em Washington, DC a "Appalachian Trail Conference", hoje a "Appalachian Trail Conservancy (ATC)".

## Coordenação
O trilho Appalachian National Scenic Trail é gerido pelo National Park Service em parceria com uma associação sem fins lucrativos denominada Appalachian Trail Conservancy.

## Flora e fauna
O Trilho dos Apalaches é habitado por milhares de especies de plantas e animais, incluindo 2000 espécies raras, ameaçadas, em perigo ou sensíveis.